# Okręg wyborczy Midlothian
Okręg wyborczy Midlothian zwany też Edinburghshire, powstał w 1708 r. i wysyłał do brytyjskiej Izby Gmin jednego deputowanego. Okręg obejmował hrabstwo Midlothian (Edinburghshire) w Szkocji. Został zlikwidowany w 1918 r.

## Deputowani do brytyjskiej Izby Gmin z okręgu Midlothian (Edinburghshire)
- 1708–1715: George Lockhart
- 1715–1722: John Baird
- 1722–1737: Robert Dundas, lord Arniston
- 1737–1751: Charles Gilmour
- 1751–1754: Robert Balfour-Ramsay
- 1754–1761: Robert Dundas, lord Arniston
- 1761–1774: Alexander Gilmour
- 1774–1790: Henry Dundas
- 1790–1801: Robert Dundas of Arniston
- 1801–1811: Robert Dundas, torysi
- 1811–1832: George Clerk
- 1832–1835: John Dalrymple
- 1835–1837: George Clerk
- 1837–1841: William Gibson-Craig
- 1841–1845: William Ramsay Ramsay
- 1845–1853: John Hope
- 1853–1868: William Montagu-Douglas-Scott, hrabia Dalkeith, Partia Konserwatywna
- 1868–1874: Alexander Ramsay-Gibson-Maitland
- 1874–1880: William Montagu-Douglas-Scott, hrabia Dalkeith, Partia Konserwatywna
- 1880–1895: William Ewart Gladstone, Partia Liberalna
- 1895–1900: Thomas Gisbon-Carmichael, Partia Liberalna
- 1900–1906: Alexander Murray, Partia Liberalna
- 1906–1910: Harry Primrose, lord Dalmeny, Partia Liberalna
- 1910–1912: Alexander Murray, Partia Liberalna
- 1912–1918: John Augustus Hope, Partia Konserwatywna